# 阿扎斯高原
阿扎斯高原是俄羅斯的高原，位於貝加爾湖以西的圖瓦共和國，毗鄰與蒙古接壤的邊境，面積約2,000平方公里，最高點海拔高度2,765米。